# Параноїк: кантика
«Параноїк: кантика» або «Параноїк» (англ. Paranoid: A Chant) — вірш американського письменника Стівена Кінга, який був вперше опублікований у 1985 році в авторському збірнику «Команда скелетів».

## Сюжет
Вірш написаний від імені людини, що, скоріше за все, має манію переслідування. Він переконаний, що за ним стежить ФБР. Свої підозри він записує в щоденники, яких налічується близько п'ятисот. Він підозрює в стеженні всіх: перехожих, таксиста чи свого брата.
|  | Мій брат теж із ними, я тобі казав? Його дружина росіянка і він просить мене заповнити анкети. Оригінальний текст (англ.) My brother's with them, did I tell you? His wife is Russian and he keeps asking me to fill out forms. |

|  | Ви думаєте, що я у вас в руках, але я можу знищити вас. Оригінальний текст (англ.) You may think you have me but I could destroy you. |

Фінал вірша повертає читача до його початку. Ліричний герой говорить, що не може більше вийти на вулицю, оскільки на його порозі стоїть чоловік у плащі.

## Екранізація
У 2000 році Джей Гольбен (англ. Jay Holben) зняв короткометражний фільм під назвою «Параноя» (англ. Paranoid). Параноїк тут — жінка, яку зіграла Тоня Айві (англ. Tonya Ivey). Вірш читається її голосом на тлі відеоряду, але вголос вона вимовляє тільки одну фразу:
|  | Хочеш кави, кохана? Оригінальний текст (англ.) Would you like some coffee, my love? |